# Nero Caesar
Nero Julius Caesar (6–31) byl člen julsko-klaudijské dynastie a po několik let faktický nástupce svého adoptivního děda, římského císaře Tiberia.
Nero Caesar se narodil jako syn slavného a populárního vojevůdce Germanika a jeho manželky Agrippiny starší. Jeho prarodiči z otcovy strany byli Nero Claudius Drusus a Antonie mladší. Jeho matka pocházela ze svazku Marka Vipsania Agrippy a Augustovy dcery Julie starší. Nero Caesar měl celkem osm sourozenců, včetně mladších bratrů Drusa Caesara a Caliguly a sester Agrippiny mladší, Julie Drusilly a Julie Livilly.
Jeho otci Germanikovi náležela jako adoptivnímu synovi císaře Tiberia pozice následníka trůnu. Nicméně Germanicus v říjnu roku 19 náhle zemřel, čímž nástupnictví přešlo na Neronova strýce Drusa mladšího. Nero Caesar přijal v následujícím roce mužskou tógu, oženil se s Drusovou dcerou a svojí sestřenicí Julií a obdržel povolení ucházet se o quaesturu s pětiletým předstihem. Když Drusus mladší podlehl v roce 23 nemoci, Nero Caesar se jako Germanikův nejstarší žijící syn stal nejpravděpodobnějším uchazečem trůnu pro případ Tiberiova úmrtí. Tiberius ho proto společně s jeho bratrem Drusem Caesarem doporučil v ochranu senátu, avšak sebemenší náznaky předčasného vyzdvihovaní Germanikových potomků přijímal s nevraživostí. Císař pohlížel na svého nejstaršího vnuka se stále větší podezřívavostí, která částečně pramenila z napjatých vztahů mezi Tiberiem a Neronovou ambiciózní matkou Agrippinou starší. Jeho nedůvěru navíc prohluboval svými intrikami mocný pretoriánský prefekt Lucius Aelius Seianus, usilující o zkázu celého Germanikova rodu. Seianus obklopil Nerona Caesara, sváděného vlastními propuštěnci a klienty k neuváženým řečem, svými špehy. Jimi zachycené, neobezřetné výroky prince byly pak v patřičně zveličené podobě sděleny císaři. Opatrnější jedinci se v důsledku toho začali Neronovi vyhýbat. Seianovi se proti němu podařilo získat za donašeče dokonce i jeho choť Julii a závistivého bratra Drusa Caesara.
Po smrti Livie Drusilly v roce 29 napsal císař senátu dopis, v němž Neronovi vytkl náklonnost k chlapcům a současně osočil Agrippinu ze zpupnosti. Zaskočení senátoři teprve po opakovaném vznesení obvinění prohlásili Nerona Caesara za nepřítele státu (hostis). Odsouzený princ byl vsazen do vězení a záhy poté poslán do vyhnanství na ostrov Pontia. Tam byl buď přinucen k sebevraždě, anebo popraven nedlouho před Seianovým pádem roku 31. O šest let později posbíral nový císař Caligula bratrovy ostatky a dopravil je do Říma, kde byly uloženy v Augustově mauzoleu.